# پونتیاناک
پونتیانک (اندونزیایی: Pontianak, Indonesia) شهری در استان کالیمانتان غربی کشور اندونزی است. جمعیت این شهر بر اساس سرشماری سال ۱۹۹۰ میلادی، ۳۸۷٫۴۴۱ نفر و بر اساس سرشماری سال ۲۰۰۰ میلادی، ۴۳۲٫۷۳۲ بوده که در سال ۲۰۰۷ میلادی به ۴۶۲٫۷۳۰ نفر افزایش یافته‌است.